# Panopea bitruncata
Panopea bitruncata är en musselart som först beskrevs av Conrad 1872.  Panopea bitruncata ingår i släktet Panopea och familjen Hiatellidae. Inga underarter finns listade i Catalogue of Life.